# Weesp

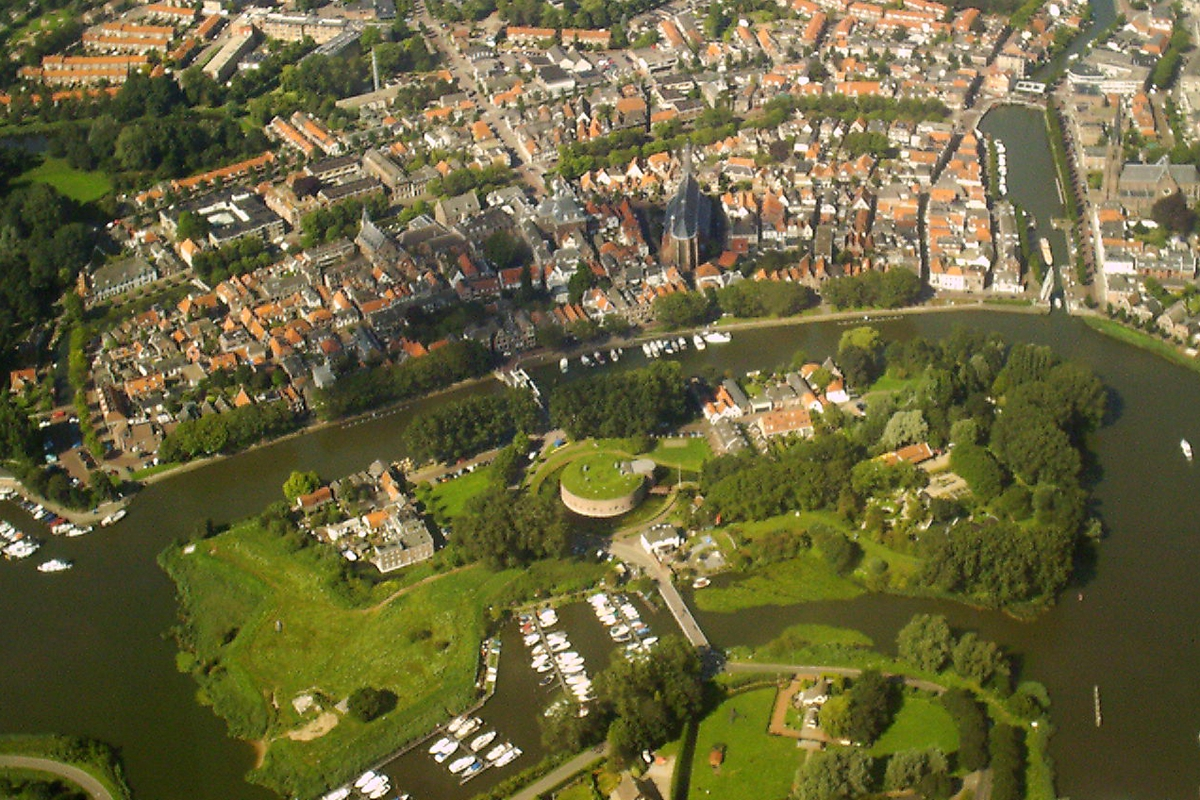
Weesp med fort Ossenmarkt.

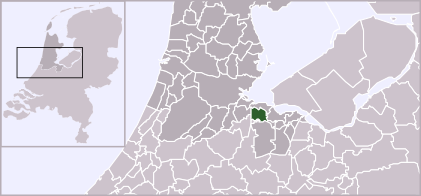
Weesps läge

Weesp är tidigare kommun, en stad och ett stadsområde i kommunen Amsterdam,  provinsen Noord-Holland i Nederländerna. Kommunens totala area är 21,88 km² (där 1,30 km² är vatten) och invånarantalet är på 17 843 invånare (2004).